# 港鐵免費單程票

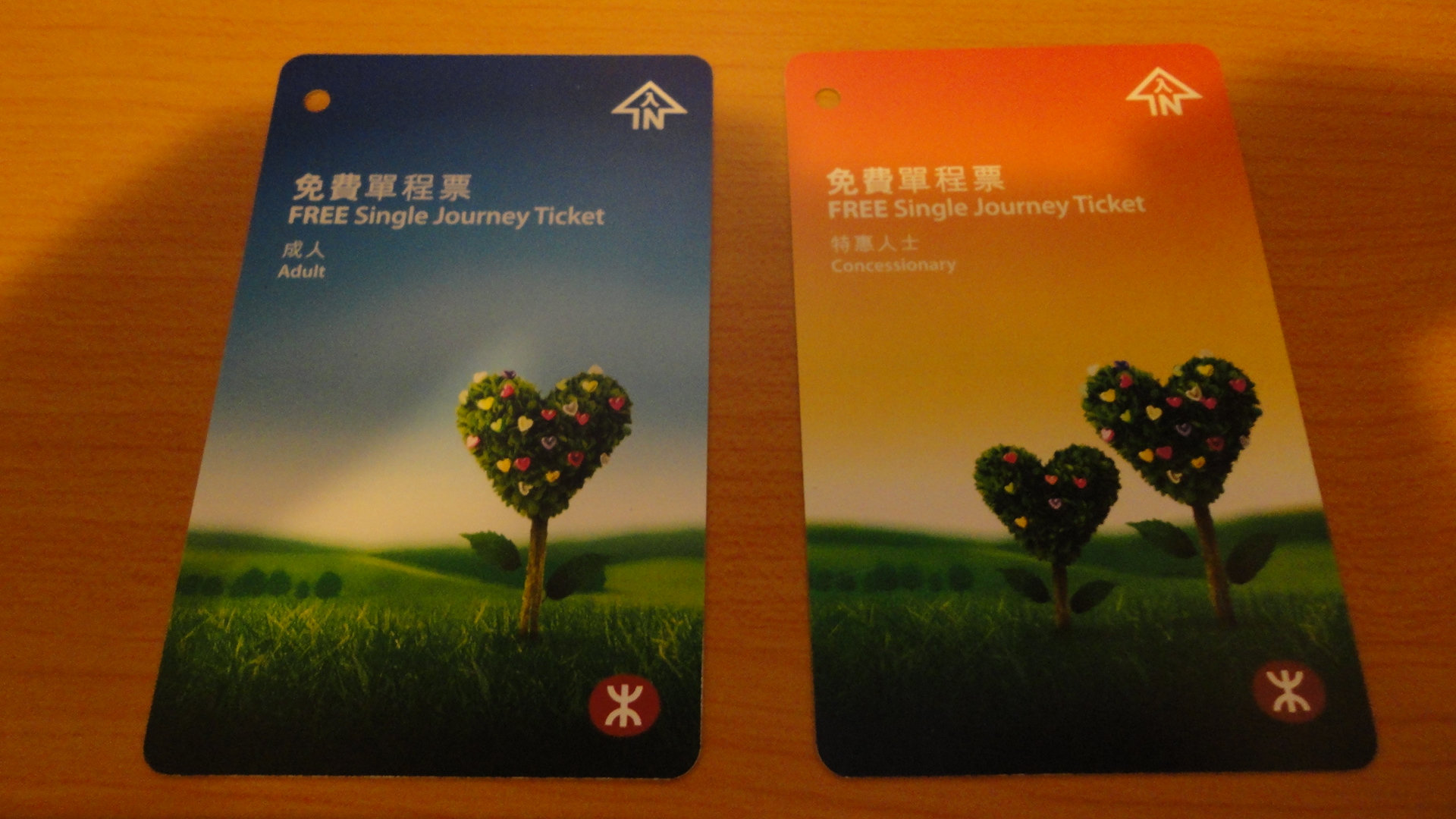
港鐵免費單程票（成人及特惠）

港鐵免費單程票（英語：MTR FREE Single Journey Ticket）是由港鐵公司免費向合乎一定條件的乘客發出的免費車票，可於港鐵除機場快綫外其餘路線可使用之免費車票，屬港鐵推廣車票的票種。採用有磁帶的膠質車票。

## 分類
港鐵免費單程票包括成人及特惠人士。成人車票任何人士均可以使用，而特惠車票則只限3歲至11歲小童、65歲或以上長者、持有「學生身分」或「殘疾人士身分」個人八達通卡之學生或殘疾人士使用。持有「學生身分」或「殘疾人士身分」個人八達通使用者在使用免費單程票時，如果遇上查票，他們必須出示相關的八達通以證明身份，否則將會當作無票乘車，並需繳交罰款。

## 使用範圍
此單程票可使用於任何港鐵車程一次，適用於東鐵綫（普通等）、觀塘綫、荃灣綫、港島綫、東涌綫、將軍澳綫、屯馬綫、迪士尼綫及南港島綫共十條港鐵重鐵路綫，不包括羅湖站、落馬洲站、機場快綫、輕鐵、港鐵巴士、港鐵接駁巴士及東鐵綫頭等，車票用完後會被出閘機收回。如果使用此車票在羅湖站、落馬洲站出閘，將被視為違反車票發出條件，需要另繳由出發車站至該站的單程票票價，有關車票則可留作下一次旅程使用。
港鐵指此單程票由發票日期起三十天內有效，乘客需在有效期內使用車票，實際上單程票有效日期可能多於一個月；乘客如忘記車票有效日期，可持相關車票到各港鐵客務中心向職員查詢有效日期。如有關車票遺失、損毀或逾期，恕不會重發；但如有關車票未能入閘，而且車票尚未被港鐵客務中心職員發現過期，乘客一般均會獲補發另一張免費單程票（如原有免費單程票被發現過期，港鐵客務中心職員有權沒收車票）。

## 取得方式
此單程票只會發予在指定港鐵推廣計劃下合乎資格的乘客，包括：
- 在2011年7月4日至12月30日期間的星期一至五，乘坐港鐵滿$100元（特惠車票則為$50），即可透過「搭一百賞一票」推廣計劃於該星期日之前往港鐵客務中心換領一張最高可使用$30（特惠車票則為$15）的免費單程車票。
- 在2012年6月18日至12月30日期間的星期一至五，乘坐港鐵付費車程滿十程，即可透過「搭十送一」推廣計劃到非付費區的客務中心或指定港鐵商場（只限逢星期五及六下午5時至9時）換領適用於該位乘客的免費單程票一張。[1]

## 歷史
在2000年，當時的香港地鐵（即現今的港鐵）首度推出「搭十送一」推廣計劃，乘客每周乘坐十程港鐵車程，即送免費單程票一張。
2011年7月4日至2012年1月1日，港鐵推出「搭一百賞一票」推廣活動，使用成人及特惠八達通，於一星期內之星期一至五乘搭港鐵累積滿HK$100（以每次出閘所顯示的車費計算，並以HK$1作為四捨五入為單位），可於該星期日或之前，換取免費單程票（成人）或免費單程票（特惠）。
2012年6月18日至12月30日，港鐵推出「搭十送一」推廣活動，使用成人及特惠八達通，於一星期內之星期一至五乘搭港鐵累積滿十次（不包括任何沒有扣除車費之車程），可於該星期日或之前，換取免費單程票（成人）或免費單程票（特惠）。

## 使用
- 限用一次於任何港鐵車程，不包括羅湖站、落馬洲站、機場快綫、輕鐵、港鐵巴士、港鐵接駁巴士及東鐵綫頭等，用後閘機會收回車票。
- 使用免費單程票（特惠）的合資格學生或殘疾人士，必須隨身攜帶「學生身分」或「殘疾人士身分」個人八達通卡，若港鐵職員要求查票，必須同時出示其個人八達通卡，以證明其身分，否則會被視作無票乘車，並須繳付HK$500附加費（將於2023年6月25日起調高至HK$1,000）。
- 此票並不能於羅湖站／落馬洲站出閘或入閘，如乘客於羅湖站／落馬洲站出閘將視作違反此車票之條款及條件，須繳付由入閘車站及至羅湖站／落馬洲站的全程單程票正價車費，因此乘客若須前往羅湖站／落馬洲站，建議先於粉嶺站或上水站出閘，然後改用其他有效車票（如：八達通）繳付餘下車程的正價車費。
- 乘客使用此票時，不可直接於尖沙咀站及尖東站轉綫，乘客須依照下列其中一種方法轉綫：
  - 於起點站先購買／使用一張前往尖沙咀站或尖東站的車票，到達轉車站後再購買／使用另一張往目的地的車票，繼續餘下車程，但兩程需要使用兩張免費單程票。
  - 於起點站直接使用一張免費單程票入閘，並使用九龍塘站、美孚站或南昌站轉綫前往目的地，只需使用一張免費單程票。

## 外部連結
- 香港鐵路大典上的相关条目：免費單程票